# Място под слънцето (филм, 1951)
 Тази статия е за американския филм „Място под слънцето“ на Джордж Стивънс.  За други значения вижте Място под слънцето.  
„Място под слънцето“ (на английски: A Place in the Sun) е американски игрален филм - драматичен романс, излязъл по екраните през 1951 година, режисиран от Джордж Стивънс с участието на Монтгомъри Клифт, Елизабет Тейлър и Шели Уинтърс в главните роли. Сценарият, написан от Майкъл Уилсън и Хари Браун, е адаптация по романа „Американска трагедия“ на Теодор Драйзер.

## Сюжет
Произведението представя историята на Джордж Ийстмън (Клифт), младеж от работническата класа, който се оплита във връзки с две жени. Едната от тях е служител във фабриката на богатия му чичо, а другата е красавица от хайлайфа. Това е втората филмова екранизация по новелата на Драйзер. Първата е през 1931 година, използвайки оригиналното заглавие „Американска трагедия“ под режисурата на Йозеф фон Щернберг.

## В ролите
| Актьор           | Роля            |
| ---------------- | --------------- |
| Монтгомъри Клифт | Джордж Ийстмън  |
| Елизабет Тейлър  | Анджела Викърс  |
| Шели Уинтърс     | Алис Трип       |
| Ан Ривиър        | Хана Ийстмън    |
| Кийф Брасел      | Ърл Ийстмън     |
| Фред Кларк       | Белоус          |
| Реймънд Бър      | Р. Франк Марлоу |
| Хърбърт Хейс     | Чарлс Ийстмън   |
| Шепърд Струдуик  | Антъни Викърс   |
| Фрида Айнскорт   | г-жа Ан Викърс  |
| Уолтър Санд      | Арт Янсен       |
| Тед Де Корсиа    | съдия Олдендорф |
| Джон Риджли      | следовател      |

## Награди и Номинации
„Място под слънцето“ е сред големите победители на 24-тата церемония по връчване на наградите „Оскар“, където е номиниран за отличието в цели 9 категории, включително за най-добър филм. Филмът печели 6 статуетки, в това число за най-добър сценарий и най-добър режисьор за Джордж Стивънс. Произведението е отличено и с награда „Златен глобус“ за най-добър драматичен филм. През 1991 година, „Място под слънцето“ е избран като културно наследство за опазване в Националния филмов регистър към Библиотеката на Конгреса на САЩ.